# گذرگاه شمال شرقی

گذرگاه شمال شرقی (آبی) و مسیر جایگزین از راه کانال سوئز (قرمز)

گذرگاه شمال شرقی (به انگلیسی: Northeast Passage) که به اختصار NEP خوانده می‌شود، با دید از سمت بخش شمالی اقیانوس اطلس، یک مسیر کشتی‌رانی در امتداد ساحل اقیانوس شمالگان در سواحل کشورهای نروژ و روسیه است. بخش غربی این راه دریایی که از میان جزایر شمالگانی کانادا می‌گذرد، گذرگاه شمال غربی نام دارد.
گذر شمال شرقی از غرب به شرق از دریای بارنتز، دریای کارا، دریای لاپتف، دریای سیبری شرقی و دریای چوکچی می‌گذرد و راه دریایی شمال (NSR) را در بر می‌گیرد. راه دریایی شمال بخشی از گذرگاه شمال شرقی است که در قوانین روسیه تعریف شده و دریای بارنتز را شامل نشده و در نتیجه به اقیانوس اطلس نمی‌رسد. با این حال راه دریایی شمال با بخش بزرگی از گذرگاه شمال شرقی انطباق دارد و گاهی عنوان راه دریایی شمال برای اشاره به تمامی گذرگاه شمال شرقی به‌کار می‌رود.
گذرگاه شمال شرقی یکی از چندین مسیر کرانه‌ای در شمالگان است؛ گذرگاه شمال غربی که از نزدیکی سواحل کانادا و آلاسکا می‌گذرد و راه دریایی فراقطبی که از قطب شمال می‌گذرد، از دیگر مسیرهای دریایی مهم شمالگان به‌شمار می‌روند.
نخستین عبور کامل از این گذر از غرب به شرق توسط آدولف اریک نوردنسکیولد کاوشگر سوئدی- فنلاندی با کشتی وگا در سال‌های ۱۸۷۸ تا ۷۹ انجام شد. وی پس از چند روز کشتی‌رانی در تنگه برینگ به دلیل توده‌های بزرگ یخ، مجبور به گذراندن زمستان در آنجا شد.